# Sellthüren
Sellthüren ist ein Ortsteil der Gemeinde Günzach im schwäbischen Landkreis Ostallgäu.

## Geografie
Das Kirchdorf Sellthüren liegt circa drei Kilometer südwestlich von Günzach im Alpenvorland.

## Geschichte
Sellthüren wird 1451 als Seltdürren erstmals genannt, jedoch wurden in der Nähe des Dorfes bereits römische Münzen gefunden. 
Im Jahre 1809 werden nach der Flurbereinigung 11 Wohnhäuser gezählt.

## Sehenswürdigkeiten
In dem Kirchdorf befindet sich die vor 1679 erbaute Kapelle St. Magnus.
Siehe auch: Liste der Baudenkmäler in Sellthüren